# Črni Vrh, Dobrova-Polhov Gradec
Črni Vrh este o localitate din comuna Dobrova-Polhov Gradec, Slovenia, cu o populație de 279 de locuitori.